# دختر، سردرگم کنندست
«دختر، سردرگم کنندست» (به انگلیسی: Girl, so confusing) ترانه‌ای از خوانندهٔ انگلیسی چارلی ایکس‌سی‌ایکس می‌باشد که در ششمین آلبوم استودیویی وی تحت عنوان لوس (۲۰۲۴) قرار دارد و ۷ ژوئن سال ۲۰۲۴ از سوی آتلانتیک رکوردز به‌عنوان دهمین قطعهٔ آلبوم منتشر گردید. ترانه توسط چارلی ایکس‌سی‌ایکس و تهیه‌کنندهٔ ترانه ای. جی. کوک نوشته شده‌است و متن آن نیز به رابطهٔ شکرآب چارلی ایکس‌سی‌ایکس با موسیقی‌دان مؤنث دیگری می‌پردازد.